# Gravdal
Gravdal is een plaats in de Noorse gemeente Vestvågøy, provincie Nordland. Gravdal telt 1605 inwoners (2007) en heeft een oppervlakte van 1,41 km².